# Art-Club

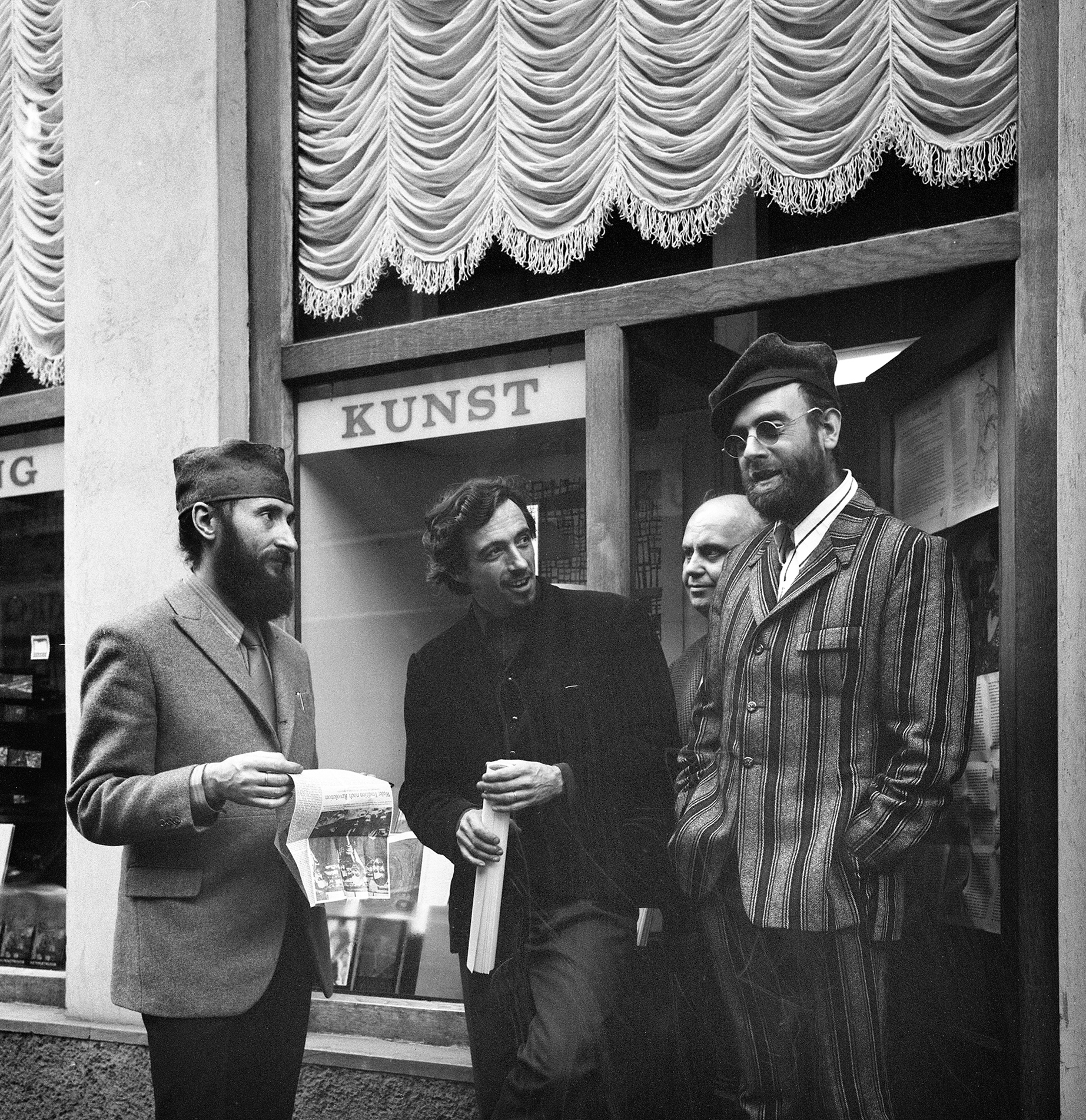
Ernst Fuchs, Arik Brauer och Friedensreich Hundertwasser fotograferade av Gert Chesi 1973 i Wien, tre konstnärer som tidigt tillhörde Art-Club.

Art-Club var en sammanslutning av konstnärer under efterkrigstiden i Wien åren 1946-1959. 

## Historik
Art-Club bildades med avsikt att kämpa för den moderna konstens autonomi. Denna konsthistoriskt sena ståndpunkt bör förstås i ljuset av de villkor som hade dikterats av nationalsocialistiska konstideal sedan Anschluss. Konstens autonomi hade besudlats av begreppet entartete Kunst och behövde betonas. Under ett decennium präglat av våld hade den fria bilden förtryckts likaväl som det fria ordet. Mycket var sönderslaget i såväl Österrike som Tyskland. Det fanns ett behov av att restaurera såväl tänkande som infrastrukturer.

## Några grupperingar
Till skillnad från Gruppe 47 i Tyskland var den österrikiska Art-Club inte särskilt inriktad på litteratur, även om utpräglade författare som Ilse Aichinger och Ernst Jandl var medlemmar, liksom H. C. Artmann innan han upptogs alltmer av den särpräglade Wiener Gruppe. (Ingeborg Bachmann valde däremot Gruppe 47). Art-Club ville vara en fortskridande plattform för unga bildkonstnärer, skulptörer, författare och musiker.  Olika konstnärers ateljéer fungerade som samlingspunkter, men även en mängd caféer. Gemensamma utställningar kunde äga rum i Wiener Secession och på andra håll. Edgar Jené initierade en surrealistisk gruppering redan 1946 tillsammans med bland andra Fritz Janschka. Det formspråket skulle så småningom utmynna i vad som går under namnet Den fantastiska realismens skola i Wien. Även abstrakt konst förekom i t.ex. den unge Hundertwassers tappning, men också inom en grupp som kallade sig Hundsgruppe med bland andra Arnulf Rainer och Maria Lassnig. Sedan januari 2011 har Phantastenmuseum på Josefsplatz 6 i centrala Wien inrättat en permanent utställning kring denna epok och deras olika konstnärliga uttryck.

## Kända medlemmar
| - Friedrich Achleitner - Ilse Aichinger - H. C. Artmann - Konrad Bayer - Gustav Kurt Beck - Wander Bertoni - Maria Biljan-Bilger - Herbert Boeckl - Arik Brauer - Jeannie Ebner - Paul Flora | - Hans Fronius - Ernst Fuchs - Elfriede Gerstl - Albert Paris Gütersloh - Rudolf Hausner - Wolfgang Hollegha - Friedensreich Hundertwasser - Wolfgang Hutter - Ernst Jandl - Fritz Janschka | - Edgar Jené - Anton Krejcar - Alfred Kubin - Wolfgang Kudrnofsky - Maria Lassnig - Anton Lehmden - Heinz Leinfellner - Friederike Mayröcker - Josef Mikl - Kurt Moldovan - Markus Prachensky | - Stephan Pral - Ferry Radax - Arnulf Rainer - Gerhard Rühm - Johanna Schildo - Alfred Schmeller - Gerhard Swoboda - Carl Unger - Hans Weigel - Susanne Wenger - Oswald Wiener |

### Fotnoter
1. ↑  Avantgarde der neuen Freiheit
2. ↑   Gerhard Rühm, UBU WEB
3. ↑  Der Standard (6 juni 2003)